# Гидропривод (завод)
Гомельский завод «Гидропривод» (с 2014 года — ОАО «САЛЕО-Гомель»; бел. Гомельскі завод «Гідрапрывод») — белорусское предприятие, расположенное в Гомеле.

## История
Гомельский завод гидроаппаратуры был основан в 1961 году на базе цеха завода «Гомсельмаш».
В 1961—1962 годах завод подчинялся Управлению машиностроения и станкостроения Совета народного хозяйства Белорусской ССР, в 1962—1965 годах — Управлению станкостроения и общего машиностроения СНХ БССР, с 1965 года — Главному управлению по производству гидравлической аппаратуры Министерства станкостроительной и инструментальной промышленности СССР.
В 1966 году переименован в Гомельский завод «Гидропривод».
В 1975 году стал головным предприятием производственного объединения «Гидроавтоматика», в которое вошли также конструкторско-технологическое бюро и заводы в Наровле и Хойниках. Предприятие специализировалось на производстве станочной гидравлики, гидравлики и узлов для тракторов МТЗ, товаров народного потребления.

## Современное состояние
В 2004 году РУП «Гомельский завод „Гидропривод“» вошло в состав производственного объединения «Минский тракторный завод».
В январе 2014 года предприятие преобразовано в открытое акционерное общество. 30 июня 2014 года указом президента Республики Беларусь № 328 «О мерах по развитию гидравлического машиностроения» компании ООО «Салео» члена Совета Республики Александра Шакутина было разрешено приватизировать ОАО «Гидропривод», сделка на 108 млрд. рублей (ок. 10 млн долларов) была осуществлена в августе.
По состоянию на 2020 год предприятие производит станочную гидроаппаратуру (гидрораспределители, гидроклапаны, гидродроссели, гидрозамки, фильтры), гидроузлы для тракторов и сельскохозяйственных машин (гидрораспределители, гидроблоки управления, фильтры и др.), узлы сцепления и тормозов (кран, гидроусилители, цилиндры главные и рабочие).